# Wilhelm Wehner (Verwaltungsjurist, † 1863)
Wilhelm Carl Friedrich Franz Wehner (* in Hannover; † 30. Oktober 1863 ebenda) war ein deutscher Verwaltungsjurist.

## Leben
Wilhelm Wehner studierte seit 1807 Rechtswissenschaften an der Universität Göttingen. 1808 war er Mitglied der Landsmannschaft Hannovera und am 18. Januar 1809 wurde er Mitstifter des Corps Hannovera Göttingen. Nach der Gendarmen-Affäre ist er als Mitunterzeichner der „Verrufsliste“ Ende August 1809 belegt und wechselte dann an die Universität Heidelberg. Dort Mitglied war er zunächst Mitglied des Clubbs Hannovera Heidelberg und im März 1810 Mitstifter des Corps Hannovera Heidelberg. An den  Befreiungskriegen nahm er 1813 bis 1815 teil. Er trat dann in den Verwaltungsdienst des Königreichs Hannover ein und wurde 1818 Amtsassessor in Diepholz, 1824 im Amt Langenhagen und 1826 in Bederkesa. Wehner wurde 1840 Amtmann in Nordholz und von  1845 bis 1852 im Amt Uchte bei Hoya.